# Michal Pehr
Michal Pehr (* 6. července 1977 Praha) je český historik, pracovník Masarykova ústavu AV ČR Praha, zaměřující se na dějiny českých zemí 20. století, zejména dějiny první a třetí republiky a dějiny politického katolicismu. V letech 2015 až 2016 zastupitel Ústeckého kraje, od roku 2010 zastupitel a radní města Louny, bývalý člen KDU-ČSL.

## Biografie
Narodil se v Praze, v dětství žil v Čelákovicích, kde navštěvoval základní školu. V roce 1985 se s rodiči přestěhoval do Loun. Zde absolvoval gymnázium. V letech 1995–2002 absolvoval magisterské studium historie a politologie na Filozofické fakultě Univerzity Karlovy v Praze. Po škole krátce pracoval v archivu ve Slaném a Kladně. Od podzimu 2002 nastoupil jako interní doktorand Ústavu politologie Filozofické fakulty Univerzity Karlovy. Od března 2003 je pracovníkem Masarykova ústavu AV ČR. Zaměřuje se na novodobé české politické myšlení a stranictví s důrazem na období první a třetí republiky. Publikoval řadu odborných článků. Přednášel i na řadě akcí Masarykova demokratického hnutí v divadle Kolowrat, Klubu techniků na Novotného lávce v Praze i Senátu Parlamentu ČR. Od roku 2010 vyučuje politologii na Filozofické fakultě Univerzity Karlovy a od téhož roku i moderní dějiny na CEVRO Institutu.
Od roku 2002 je členem KDU-ČSL, za níž kandidoval jako lídr v krajských volbách v roce 2004 do Zastupitelstva Ústeckého kraje. Ve volbách v roce 2012 kandidoval jako člen KDU-ČSL za subjekt "Hnutí PRO! kraj" (tj. SZ, HNHRM a KDU-ČSL). Stal se prvním náhradníkem. Na konci roku 2014 však na mandát rezignoval Přemysl Rabas, čímž se od 1. ledna 2015 stal Michal Pehr krajským zastupitelem.
Zastupitelem města Louny se stal ve volbách v roce 2010, když kandidoval jako člen KDU-ČSL za subjekt "Koalice pro Louny" (tj. KDU-ČSL a SZ). Za stejný subjekt mandát ve volbách v roce 2014 obhájil. Od roku 2010 také působí jako radní města.
Ve volbách do Poslanecké sněmovny PČR v roce 2017 byl lídrem KDU-ČSL v Ústeckém kraji, ale neuspěl.
V roce 2022 v komunálních volbách kandidoval jako člen nové strany Lounští patrioti jako člen bez politické příslušnosti. S největším počtem hlasů ve straně byl zvolen do zastupitelstva spolu s jeho stranickým členem se kterým získali dva mandáty v lounském zastupitelstvu.

## Výběr z díla
- Pehr, Michal. Zápas o nové Československo 1939-1946. Praha : Nakladatelství Lidové noviny, 2011. 237 s. (Knižnice Dějin a současnosti : 41). ISBN 978-80-7422-082-1.
- Pehr, Michal. Československá strana lidová 1945-1946. Praha : Ústav pro soudobé dějiny AV ČR, 2003. 116 s.
- Pehr, Michal. Eduard Jan Fusek: Doma a v exilu. Fragmenty vzpomínek. Praha : Akropolis, 2009. 294 s. ISBN 978-80-86903-90-3* Šebek, Jaroslav, Pehr, Michal, Československo a Svatý stolec: Od nepřátelství ke spolupráci (1918-1928) I. Úvodní studie. Praha. Masarykův ústav a Archiv AV ČR, v.v.i. 2013, 230 s.
- Pehr, Michal – Burešová, J. – Cuhra, Jaroslav – Gawrecki, D. – Kasal, J. – Marek, P. – Rája, M. – Šebek, Jaroslav – Tomeš, Josef – Trapl, M. Cestami křesťanské politiky. Biografický slovník k dějinám křesťanských stran v českých zemích. Praha : Akropolis, 2007. 373 s. ISBN 978-80-86903-53-8